# Velika nagrada Italije 2011
Velika nagrada Italije 2011 je trinajsta dirka Svetovnega prvenstva Formule 1 v sezoni 2011. Odvijala se je 11. septembra 2011 na dirkališču Autodromo Nazionale Monza. Zmagal je Sebastian Vettel, Red Bull-Renault, drugo mesto je osvojil Jenson Button, McLaren-Mercedes, tretji pa je bil Fernando Alonso, Ferrari.

## Rezultati

### Kvalifikacije
| Poz | Št | Dirkač             | Konstruktor          | 1. del   | 2. del   | 3. del    | Št. m. |
| --- | -- | ------------------ | -------------------- | -------- | -------- | --------- | ------ |
| 1   | 1  | Sebastian Vettel   | Red Bull-Renault     | 1:24,002 | 1:22,914 | 1:22,275  | 1      |
| 2   | 3  | Lewis Hamilton     | McLaren-Mercedes     | 1:23,976 | 1:23,172 | 1:22,725  | 2      |
| 3   | 4  | Jenson Button      | McLaren-Mercedes     | 1:24,013 | 1:23,031 | 1:22,777  | 3      |
| 4   | 5  | Fernando Alonso    | Ferrari              | 1:24,134 | 1:23,342 | 1:22,841  | 4      |
| 5   | 2  | Mark Webber        | Red Bull-Renault     | 1:24,148 | 1:23,387 | 1:22,972  | 5      |
| 6   | 6  | Felipe Massa       | Ferrari              | 1:24,523 | 1:23,681 | 1:23,188  | 6      |
| 7   | 10 | Vitalij Petrov     | Renault              | 1:24,486 | 1:23,741 | 1:23,530  | 7      |
| 8   | 7  | Michael Schumacher | Mercedes             | 1:25,108 | 1:23,671 | 1:23,777  | 8      |
| 9   | 8  | Nico Rosberg       | Mercedes             | 1:24,550 | 1:23,335 | 1:24,477  | 9      |
| 10  | 9  | Bruno Senna        | Renault              | 1:24,914 | 1:24,157 | brez časa | 10     |
| 11  | 15 | Paul di Resta      | Force India-Mercedes | 1:24,574 | 1:24,163 |           | 11     |
| 12  | 14 | Adrian Sutil       | Force India-Mercedes | 1:24,595 | 1:24,209 |           | 12     |
| 13  | 11 | Rubens Barrichello | Williams-Cosworth    | 1:24,975 | 1:24,648 |           | 13     |
| 14  | 12 | Pastor Maldonado   | Williams-Cosworth    | 1:24,798 | 1:24,726 |           | 14     |
| 15  | 17 | Sergio Pérez       | Sauber-Ferrari       | 1:25,113 | 1:24,845 |           | 15     |
| 16  | 18 | Sébastien Buemi    | Toro Rosso-Ferrari   | 1:25,164 | 1:24,932 |           | 16     |
| 17  | 16 | Kamui Kobajaši     | Sauber-Ferrari       | 1:24,879 | 1:25,065 |           | 17     |
| 18  | 19 | Jaime Alguersuari  | Toro Rosso-Ferrari   | 1:25,334 |          |           | 18     |
| 19  | 21 | Jarno Trulli       | Lotus-Renault        | 1:26,647 |          |           | 19     |
| 20  | 20 | Heikki Kovalainen  | Lotus-Renault        | 1:27,184 |          |           | 20     |
| 21  | 24 | Timo Glock         | Virgin-Cosworth      | 1:27,591 |          |           | 21     |
| 22  | 25 | Jérôme d'Ambrosio  | Virgin-Cosworth      | 1:27,609 |          |           | 22     |
| 23  | 22 | Daniel Ricciardo   | HRT-Cosworth         | 1:28,054 |          |           | 23     |
| 24  | 23 | Vitantonio Liuzzi  | HRT-Cosworth         | 1:28,231 |          |           | 24     |

### Dirka
| Poz | Št | Dirkač             | Konstruktor          | Krogi | Čas/Odstop  | Št. m. | Toč |
| --- | -- | ------------------ | -------------------- | ----- | ----------- | ------ | --- |
| 1   | 1  | Sebastian Vettel   | Red Bull-Renault     | 53    | 1:20:46,172 | 1      | 25  |
| 2   | 4  | Jenson Button      | McLaren-Mercedes     | 53    | +9,590      | 3      | 18  |
| 3   | 5  | Fernando Alonso    | Ferrari              | 53    | +16,909     | 4      | 15  |
| 4   | 3  | Lewis Hamilton     | McLaren-Mercedes     | 53    | +17,417     | 2      | 12  |
| 5   | 7  | Michael Schumacher | Mercedes             | 53    | +32,677     | 8      | 10  |
| 6   | 6  | Felipe Massa       | Ferrari              | 53    | +42,993     | 6      | 8   |
| 7   | 19 | Jaime Alguersuari  | Toro Rosso-Ferrari   | 52    | +1 krog     | 18     | 6   |
| 8   | 15 | Paul di Resta      | Force India-Mercedes | 52    | +1 krog     | 11     | 4   |
| 9   | 9  | Bruno Senna        | Renault              | 52    | +1 krog     | 10     | 2   |
| 10  | 18 | Sébastien Buemi    | Toro Rosso-Ferrari   | 52    | +1 krog     | 16     | 1   |
| 11  | 12 | Pastor Maldonado   | Williams-Cosworth    | 52    | +1 krog     | 14     |     |
| 12  | 11 | Rubens Barrichello | Williams-Cosworth    | 52    | +1 krog     | 13     |     |
| 13  | 20 | Heikki Kovalainen  | Lotus-Renault        | 51    | +2 kroga    | 20     |     |
| 14  | 21 | Jarno Trulli       | Lotus-Renault        | 51    | +2 kroga    | 19     |     |
| 15  | 24 | Timo Glock         | Virgin-Cosworth      | 51    | +2 kroga    | 21     |     |
| NC  | 22 | Daniel Ricciardo   | HRT-Cosworth         | 39    | +14 krogov  | 23     |     |
| Ods | 17 | Sergio Pérez       | Sauber-Ferrari       | 32    | Menjalnik   | 15     |     |
| Ods | 16 | Kamui Kobajaši     | Sauber-Ferrari       | 21    | Menjalnik   | 17     |     |
| Ods | 14 | Adrian Sutil       | Force India-Mercedes | 9     | Hidravlika  | 12     |     |
| Ods | 2  | Mark Webber        | Red Bull-Renault     | 4     | Trčenje     | 5      |     |
| Ods | 25 | Jérôme d'Ambrosio  | Virgin-Cosworth      | 1     | Menjalnik   | 22     |     |
| Ods | 10 | Vitalij Petrov     | Renault              | 0     | Trčenje     | 7      |     |
| Ods | 8  | Nico Rosberg       | Mercedes             | 0     | Trčenje     | 9      |     |
| Ods | 23 | Vitantonio Liuzzi  | HRT-Cosworth         | 0     | Trčenje     | 24     |     |